# مزرعه منجان‌آباد
مزرعه منجان‌آباد یکی از روستاهای استان آذربایجان شرقی است که در دهستان داران بخش مرکزی شهرستان جلفا واقع شده‌است.